# 43-тя гвардійська ракетна дивізія (СРСР)
43-тя гвардійська ракетна Смоленська орденів Суворова і Кутузова дивізія (43 гв. РД, в/ч 54196) — військове з'єднання в складі 43-ї ракетної армії РВСП Збройних сил СРСР.

## Історія
У травні 1960 року в місті Шадринськ, Курганської області була сформована 205-та ракетна бригада на базі 4-ї гвардійської гарматної артилерійської Смоленської орденів Суворова і Кутузова дивізії.
У квітні 1961 року розгорнута в 18-ту гвардійську ракетну Смоленську орденів Суворова і Кутузова дивізію (на озброєнні — ракети середньої дальності Р-12). У жовтні 1962 р. дивізія передислокована в м. Ромни, Сумської області (разом з трьома полками: 691, 707, 712), і перейменована в 43-тю гвардійську ракетну дивізію.
У 1962 р на базі дивізії була сформована 51-ша ракетна дивізія, яка відправилася на острів Куба. У 1980-84 рр. переозброєна мобільними ракетними комплексами «Піонер» (15-й, 19-й, 664-й, 665-й і 668-й ракетні полки) — 45 пускових установок.
Потрапила під дію Договору про ліквідацію ракет середньої і меншої дальності, і була розформована у кінці грудня 1992 р.

## Склад
травень 1962 р.
- 664-й ракетний полк (Охтирка, Сумської області) з РК Р-12;
- 665-й ракетний полк (Лебедин, Сумської області) з РК Р-14;
- 668-й ракетний полк (Глухів, Сумської області) з РК Р-14;
- 309-й ракетний полк (Умань, Черкаської області) з РК Р-12.

1978 р.
- 664-й ракетний полк (Охтирка, Сумської області) з РК Р-12;
- 665-й ракетний полк (Лебедин, Сумської області) з РК Р-14;
- 668-й ракетний полк (Глухів, Сумської області) з РК Р-14;
- 433-й ракетний полк (Гайсин, Вінницької області) з РК Р-14.

1989 р.
- 664-й ракетний полк, в/ч 34085 (Охтирка, Сумської області) з РК РСД-10 Піонер;
- 665-й ракетний полк, в/ч 44073 (Лебедин, Сумської області) з РК РСД-10 Піонер;
- 668-й ракетний полк, в/ч 54294 (Глухів, Сумської області) з РК РСД-10 Піонер;
- 15-й ракетний полк, в/ч 03472 (Глухів, Сумської області) з РК РСД-10 Піонер;
- 19-й ракетний полк, в/ч 08334 (Охтирка, Сумської області) з РК РСД-10 Піонер

## Озброєння
- Р-12 (SS-4) (1962—1984 рр.)
- Р-14 (SS-5) (1962—1983 рр.)
- РСД-10 Піонер (SS-20) (1980—1984 рр.)

## Командири дивізії
- полковник Глущенко Андрій Іванович (27.08.1960 — 07.07.1961)
- генерал-майор Стаценко Ігор Дем'янович (07.07.1961 — 01.07.1962)
- генерал-майор Осипов Валентин Маркович (08.10.1962 — 22.05.1965)
- генерал-майор Махоткин Микола Михайлович (07.08.1965 — 27.08.1974)
- генерал-майор Топольцев Віктор Федорович (27.08.1974 — 16.10.1976)
- генерал-майор Білик Віктор Данилович (16.10.1976 — 30.08.1979)
- генерал-майор Свірін Анатолій Олексійович (30.08.1979 — 22.07.1985)
- генерал-майор Герасимов Валентин Петрович (22.07.1985 — 14.10.1988)
- генерал-майор Чупріянов Валерій Львович (14.10.1988 — 06.02.1991)
- полковник Хіневич Анатолій Петрович (06.02.1991 — 10.10.1992)

### Відео
- Росія вкрала нашу ядерну зброю / Відмова україни від НАТО / Як збити ядерну ракету // 24.10.2022